# ハジバム2。
『ハジバム2。』は、日本のシンガーソングライター・ハジ→が2011年8月3日にVillage Again Associationから発売したインディーズ2枚目のミニアルバムである。

## 解説
- 発売日のオリコン総合デイリーチャートで22位にチャートイン。

## 収録曲
1. たからもの。feat. SA.RI.NA
作詞・作曲：ハジ→、SA.RI.NA
編曲：小高光太郎
リードトラック
TOYOTA被災地支援プロジェクト『ココロハコブプロジェクト』イメージソング
2. EVERY☆BODYww♪♪。
作詞・作曲：ハジ→
編曲：SiZK from ☆STAR GUiTAR
3. 春色。 (Album Mix)
作詞・作曲：ハジ→
編曲：小高光太郎
両A面からなる、インディーズ1stシングルの表題1曲目のアルバムバージョン。
4. キミが好きです。
作詞・作曲：ハジ→
編曲：小高光太郎
5. サマ→ズラバ→。
作詞・作曲：ハジ→
編曲：小高光太郎
6. 僕の中のボクたち。
作詞・作曲：ハジ→
編曲：小高光太郎
7. 証。
作詞・作曲：ハジ→
編曲：小高光太郎
両A面からなる、インディーズ1stシングルの表題2曲目。

## 参加ミュージシャン
- ハジ→：Vocal (全曲)